# Libby Heaney
Libby Heaney (Tamworth, Staffordshire, Reino Unido 1983)  es una artista y física cuántica británica conocida por su trabajo pionero en Inteligencia Artificial  y computación cuántica. Trabaja sobre el impacto de las tecnologías futuras y es ampliamente conocida por ser la primera artista en utilizar la computación cuántica como un medio artístico funcional.Su obra ha sido exhibida internacionalmente, incluso en el Victoria and Albert Museum,la Tate Modern y la Science Gallery .

## Primeros años y carrera científica
Heaney es de Tamworth, Staffordshire .Vivió en Amington y fue a la escuela primaria Greenacres ya la escuela secundaria Woodhouse, ahora llamada Landau Forte Academy Amington. Obtuvo sus GCSE en 1999.
Estudió física en el Imperial College de Londres, graduándose en 2005 con honores de primera clase. Libby siguió una exitosa carrera en física cuántica, completando una tesis doctoral sobre entrelazamiento de modos en gases atómicos ultrafríos en la Universidad de Leeds, y realizó su propia investigación como investigadora postdoctoral en la Universidad de Oxford y en la Universidad Nacional de Singapur. En 2008, Heaney recibió el Premio del Instituto de Física a la Mujer de Carrera Muy Temprana en Física (ahora Medalla y Premio Jocelyn Bell Burnell ).

## Carrera artística
En 2013, Heaney regresó al Reino Unido y completó una maestría en la Universidad de las Artes de Londres . Estudió artes y ciencias en Central Saint Martins y se graduó en 2015.Luego se convirtió en profesora en el Royal College of Art, enseñando Diseño de Experiencia de Información.En 2016, creó Lady Chatterley's Tinderbot, que presentaba conversaciones de Tinder entre usuarios reales y bots de IA programados utilizando Lady Chatterley's Lover. El Tinderbot de Lady Chatterley fue cubierto por BBC News, TheJournal.ie y el Irish Examiner y fue exhibido internacionalmente.
En 2017, Sky Arts y el Barbican Centre le encargaron a Heaney el diseño de Britbot, un bot de Internet creado utilizando inteligencia artificial y el libro de ciudadanía Life in the UK: a guide for new residents.El libro, un manual para el examen de ciudadanía, ha sido descrito por Heaney como "en gran medida una versión privilegiada de la historia y la cultura británicas, dirigida por hombres blancos". El robot habló al público sobre lo que significaba ser británico y aprendió de sus respuestas para convertirse en una versión plural y en constante cambio de la identidad británica.Se le otorgó una subvención del Arts Council England para ampliar la participación de Britbot en las redes sociales.Heaney ha expuesto Britbot en el Victoria and Albert Museum, en CogX, en el Sheffield Documentary Festival, en el Edinburgh TV Festival y en Art Ai en Leicester. 
Ha estado creando con computación cuántica desde 2019,y ha creado obras de arte utilizando computación cuántica para Light Art Space (LAS) en Berlín, Somerset House y arebyte en Londres.Utilizando código cuántico, narración de historias e instalaciones y performances inmersivas, las obras de Libby Heaney, como Ent- y slimeqore, exploran y advierten contra el potencial de doble filo de la computación cuántica y su explotación por parte de empresas privadas. En 2022, Ent- recibió el premio Lumen Prize al entorno inmersivo.

## Principales obras

#### El Tinderbot de Lady Chatterley(2016)
En Lady Chatterley's Tinderbot, Libby Heaney programó un bot para participar en conversaciones en Tinder usando líneas de la novela de 1928 El amante de Lady Chatterley, de DH Lawrence. La obra se mostró por primera vez como una instalación interactiva en 2016 en la Galería de Ciencias de Dublín, permitiendo a los visitantes deslizar el dedo hacia la izquierda o hacia la derecha para navegar a través de diversas conversaciones.
Tinderbot de Lady Chatterley también se exhibió en Sonar+D en Barcelona (2017), la Fundación Telefónica en Lima (2017), el Lowry en Salford (2018), la galería RMIT en Melbourne (2021), Microwave Festival en Hong Kong (2022) y fue preseleccionado para el premio de arte basado en red HEK-Basel en 2018.     

#### El tacto es capacidad de respuesta(2020)
Touch is response-ability es una performance de Instagram y una instalación de pantalla táctil donde los participantes activan animaciones al hojear las historias de Instagram. La performance investiga las representaciones del cuerpo femenino en la historia del arte y a través de la visión computacional para ver cómo los estereotipos se construyen y mantienen socialmente. Las imágenes del cuerpo pasan a través de un algoritmo cuántico y, a medida que los usuarios interactúan con ellas, se fragmentan progresivamente y se disuelven hasta quedar irreconocibles.
La obra fue encargada originalmente por Hervisions en LUX en 2020 y realizada en la cuenta de Instagram de LUX. También se expuso en Etopia Zaragoza en 2021 y en Art SG con Gazelli Art House en 2023. 

#### Ent-yla evolución de Ent-: QX(2022)
En 2022, Light Art Space le encargó a Libby Heaney la creación de Ent-, una instalación inmersiva de 360 grados que retoma el Jardín de las Delicias de El Bosco a través de la cuántica.La obra utiliza la computación cuántica como medio y paradigma a través del cual concebir las relaciones humanas y no humanas.
Ent- se exhibió en LAS, Ars Electronica y la galería arebyte en Londres.  La obra también fue modificada para encajar en una proyección de cúpula completa en el Deutsches Museum de Múnich, se proyectó sobre una fachada pública en Seúl y se convirtió en una versión jugable para una exposición en Nahmad Contemporary en Nueva York.
En 2022, Ent fue ganadora en la categoría de Arte y Ciencia del premio Falling Walls y recibió el premio Lumen Prize al entorno inmersivo. 
La evolución de Ent-:QX, exhibida por primera vez en la galería arebyte de Londres, se basa en Ent- e imagina una empresa ficticia de computación cuántica (QX) que se apropia, parodia y subvierte el lenguaje de las grandes tecnológicas para educar al espectador sobre los usos actuales de la computación cuántica con fines de lucro, así como para proponer nuevas formas de pensar y utilizar la tecnología.
En 2023, Ent- fue adquirida y exhibida por 0xCollection, una institución de artes de nuevos medios con sede en Basilea, en su exposición inaugural en Praga.
En 2025 Heaney expone de manera individual en Orlean House Galley (Londres) incluyendo trabajos de J. M. W. Turner como parte de Turner 250 y el Año Internacional de la Ciencia y la Tecnología Cuánticas de la UNESCO.

## Premios y reconocimientosl
- 2018 - Premio de Arte Basado en Red HeK Basel (preseleccionado para Tinderbot ) [40]
- 2021 - Premio de Adaptación, Artquest, Londres
- 2021 - Premio a la Colaboración Amplify del British Council [41]
- 2022 - Premio Lumen, Premio BCS al Entorno Inmersivo (para Ent- ) [42]
- 2022 - Premio de Medios Creativos de la Fundación Mozilla, EE. UU. [43]
- 2022 - nominada al premio S+T+ARTS [44]